# Арно Ламбрехтс
Арно Ламбрехтс (англ. Arno Lambrechts, нар. Південна Африка) — південноафриканський стронгмен. Найвище досягнення — третє місце у 2004 та 2005 роках у змаганні за звання Найсильнішої людини Південної Африки. 
Закінчив Університет міста Преторія. 